# Johann Martin Honigberger
Johann Martin Honigberger (Brassó, 1795. március 10. – Brassó, 1869. december 18.) erdélyi szász orvos, gyógyszerész, orientalista.

## Élete
Tanulmányait szülővárosában és Besztercén végezte. Azután Romániába ment gyakorlatra s egy év mulva Várnába utazott, ahol hajóra szállt és 1816 decemberében Konstantinápolyba érkezett. Utazási vágyának kielégítése végett a tokati kormányzónál házi orvosi hivatalt vállalt és ezzel együtt Tokatba utazott; egy évi ott tartózkodás után tovább utazott Alexandrettába s Aleppóba, ahol orvosi gyakorlatot folytatott. Betegeskedése miatt Egyiptomba utazott a Níluson föl Kairóba, ahol mialatt gyakorló orvos volt (1820–21), a pestis kiütött, mire ő visszatért Szíriába. Itt kezdte a tehén-himlőbeoltást és hét évig lakott Tripoliban, Beiruthban és a Libanon hegyén.
Utazási szenvedélyétől ösztönöztetve, a sivatagokon keresztül ment Bagdadba, s onnan Iszfahánba; ahonnan az orosz-perzsa háború miatt ismét Bagdadba kényszerült visszatérni. Négy hónapi utazás után elérte vágyainak célját Lahorét, ahol mint udvari orvos, gyógyszerész és mechanikus nyert alkalmazást. Négy évi itteni tartózkodása alatt érmeket, régiségeket, növényeket és más tudományos kincset gyűjtött, amelyek segítségével hazájában nyugalmas jövőt remélt magának biztosítani.
1833-ban elhagyta Lahorét és Multánon, Kabulon, Orenburgon, Moszkván és Szentpéterváron át Brassóba visszatért. 1835-ben keleti öltözetében Bécsbe utazott, onnan Velencébe, Genuába s Párizsba. Itten érem- és régiséggyűjteményének egy részét az ázsiai társaságnak adta át. Azonkívül a szentpétervári, bécsi, párizsi és londoni gyűjtemények is őriznek tőle gyűjtött érmeket és ásványokat. Párizsból Londonba utazott, ahol gyűjteményének egy részét értékesítette; azután Berlinen és Bécsen keresztül visszautazott hazájába.
1836-ban Bécsben tartózkodott. Megismerkedett a homeopátiai gyógymóddal és mint gyakorló orvos Konstantinápolyban telepedett le, ahol a pestisjárvány alatt gyógymódjával nagy hírnévre tett szert és a legelőkelőbb magánházakhoz meghívták; 1837–38-ban maradt a török fővárosban. Ekkor Ventura tábornok által Máltából meghivást kapott a maharadzsától, hogy ezer rúpia havi fizetés mellett foglalja el lahori állását. A meghívást elfogadta s Lahorba utazott. A királyt halálos betegségben találta, amelyből már nem menthette meg; de ő azért annak halála után is 1849-ig maradt az ottani királyi kormány szolgálatában. Ekkor az ottani politikai viszonyok változtával Lahorét elhagyni kényszerült és július-augusztus hónapokat Kasmír hegyi vidékén töltötte, hogy botanikai ismereteit gyarapítsa. A Lahorban hagyott új háza s az abban levő kórház tulajdona maradt; a királyi kormánynak tett szolgálataiért pedig az angol kormánytól ezer forintnak megfelelő éves nyugdíjat kapott. 1850-ben Londonba utazott, miután Bécsben munkája kiadása miatt hosszabb ideig tartózkodott. Az útkönyve tiszta jövedelmét hazájának szász iskoláira fordította.
1851. augusztus 3-án Brassóba érkezett. Rövid itt tartózkodás után Bécsbe, s onnan Londonba utazott munkájának angol kiadása végett; 1852. augusztusban ismét Bécsben adta sajtó alá munkájának (Früchte aus dem Morgenlande) 2. kiadását. Azután visszatért Brassóba, hogy szeptember 27-én harmadik keleti utazását megkezdje; Konstantinápolyon át 1853-ban Kasmírba érkezett, hol elfogadta a maharadzsa háziorvosi állását, nyugdíjának megtartása s répacukorgyár fölállításának engedélyezése mellett. Ezzel a vállalkozásával 30 000 rúpiát veszítvén, 1855-ben elhagyta Kasmírt és Kalkuttába költözött, ahol folytatta orvosi gyakorlatát. 1857. novemberben tudósította rokonait, hogy a kolera ellen biztos szert talált fel, melyet ott sikerrel használ. Ezen titkát (Quassia-beoltás) Kalkuttában és Londonban röpiratban ismertette. Abban a reményben, hogy a Párizsban kilátásba helyezett 100 000 frank jutalmat megnyeri, 1858. augusztus végén Egyiptomon keresztül Londonba utazott és onnan Párizsba. Reményében csalódva s betegsége miatt enyhébb éghajlatot keresve, Algírba utazott, melyet 1859. április 3-án elhagyott, hogy rövid időre meglátogassa szülőföldét. A telet Bécsben töltötte; időközben Szentpétervárra utazott, hogy kolera-gyógyszerével kísérleteket tegyen. 1860. szeptemberben Londonba, Párizsba s Marseille-be utazott és novemberben Bombay felé vitorlázott; itt azonban a kolera múlófélben volt. Öt hét múlva 1861. januárban unokaöccséhez, Wilhelm Honigbergerhez utazott Kalkuttába, ahol ez sikerrel gyógyította a kolerabetegeket. Miután unokaöccse Alláhábádba költözött, Honigberger ismét orvosi gyakorlatot folytatott Kalkuttában.
Honigberger saját megrongált testi erejének visszanyerése végett a zajzoni fürdőbe érkezett, de egészségét nem nyerhette vissza; mert 1869. december 18-án Brassóban meghalt. (Életrajzírói hibásan tartják Marseille-t halálozása helyének.)
A következő nyelveket értette s beszélte: német, magyar, angol, olasz, francia, román, újgörög, török, arab, perzsa, indus és a tatár nyelvet; 20 évi távollét alatt sem felejtette el a brassói szász nyelvjárást és azt tisztán beszélte. Számos külföldi tudós társaságnak tiszteletbeli tagja volt.
Utazásáról több cikket írt, így a Journal of the Asiatic Society of Bengal-ba (1832. Relation d'une voyage de Dereh Ghazikhan a Caboul.)

## Művei
- Sertum cubiculum. Enumeratio plantarum, quas in itinere inter Dera-Ghazeekhan et Cabul, mensibus Majo et Junio 1833 collegit… Fasc. I. Vindobonae, 1836. (Endlicher és Fenzl által leírva)
- Früchte aus dem Morgenlande oder Reise-Erlebnisse, nebst naturhistorisch-medizinischen Erfahrungen, einigen hundert erprobten Arzneimitteln und einer neuer Heilart, dem Medial-Systeme… Wien, 1851. (Negyven kőnyom. táblával: arczképek, növények rajzai, térképek sat., szerző arczképével. 2. kiadás. Wien, 1863. Az angol kiadás: Thirty five Years in the East cz. London, 1852. két kötetben)
- Cholera, its cause and infallible cure and on epidemics in general… Calcutta. 1857. (Ugyanarról. Second Pamphlet. Calcutta, 1858., dicsérőleg ír róla a Frankfurter Conversationsblatt 1859. szept. 3. sz. Németül: Heilung der indischen Brechruhr durch Einimpfung des Quassins. Bécs, 1859. Francziául. Páris, 1859)
- Die Cholera, deren Ursache und unfehlbare Heilung und die Epidemien in Allgemeinen. 3. Brochüre. Eine Uebersetzung aus dem Englischen mit einem Zusatze von neueren Erfahrungen. Wien, 1865

### Magyarul
- Napkeleti gyümölcsök avagy Úti élmények, természettörténeti-orvosi tapasztalatokkal, néhány százszorosan kipróbált orvossággal és a mediális rendszer új gyógyítási módjával kiegészítve; bev., ford. Buczkó Zsuzsanna; JATEPress, Szeged, 2003 (Documenta historica)